# Spinomantis
Spinomantis is een geslacht van kikkers uit de familie gouden kikkers (Mantellidae). De groep werd voor het eerst wetenschappelijk beschreven door Alan Dubois in 1992.
Er zijn twaalf soorten die voorkomen in delen van Afrika en endemisch zijn in oostelijk Madagaskar.

## Taxonomie
Geslacht Spinomantis
- Soort Spinomantis aglavei
- Soort Spinomantis bertini
- Soort Spinomantis brunae
- Soort Spinomantis elegans
- Soort Spinomantis fimbriatus
- Soort Spinomantis guibei
- Soort Spinomantis massi
- Soort Spinomantis microtis
- Soort Spinomantis peraccae
- Soort Spinomantis nussbaumi
- Soort Spinomantis phantasticus
- Soort Spinomantis tavaratra